# Hopea pubescens
Espèce
Statut de conservation UICN

 VU A2bc+4c : Vulnérable
Hopea pubescens est une espèce de plantes du genre Hopea de la famille des Dipterocarpaceae.